# Rhapigia deicola
Rhapigia deicola är en fjärilsart som beskrevs av William Schaus 1928. Rhapigia deicola ingår i släktet Rhapigia och familjen tandspinnare. Inga underarter finns listade.